# Chaetonotus magnificus
Chaetonotus magnificus är en djurart som tillhör fylumet bukhårsdjur, och som beskrevs av Balsamo, Hummon, Todaro och Ezio Tongiorgi 1997. Chaetonotus magnificus ingår i släktet Chaetonotus och familjen Chaetonotidae. Inga underarter finns listade i Catalogue of Life.